# Lijst van Latijnse plaatsnamen
Dit is een lijst van Latijnse plaatsnamen. Indien de plaats vermeld werd op de Peutingerkaart (Tabula Peutingeriana) of in de Romeinse reisgids Itinerarium Antonini, wordt de naam in die bron vermeld.

## België
| Latijnse naam                 | Varianten                                  | Huidige naam           | Naam Tabula Peutingeriana (TP) of Itinerarium Antonini (IA) |
| ----------------------------- | ------------------------------------------ | ---------------------- | ----------------------------------------------------------- |
| Aldenarda                     |                                            | Oudenaarde             |                                                             |
| Anderlacum                    |                                            | Anderlecht             |                                                             |
| Antverpia                     |                                            | Antwerpen              |                                                             |
| Alostum                       |                                            | Aalst                  |                                                             |
| Atuatuca Tungrorum            |                                            | Tongeren               | TP: Atuaca                                                  |
| Audergemium                   |                                            | Oudergem               |                                                             |
| Berchemium Agathae            |                                            | Sint-Agatha-Berchem    |                                                             |
| Bostfort                      |                                            | Bosvoorde              |                                                             |
| Brugae                        |                                            | Brugge                 |                                                             |
| Bruxella                      |                                            | Brussel                |                                                             |
| Calceia Sanctae Mariae        |                                            | Chaussée-Notre-Dame    |                                                             |
| Castrum                       |                                            | Kaster                 |                                                             |
| Castrum                       |                                            | Kester                 |                                                             |
| Condacum                      | Contiacum                                  | Kontich                |                                                             |
| Cortracum                     | Cortoriacum                                | Kortrijk               |                                                             |
| Cuckelberga                   |                                            | Koekelberg             |                                                             |
| Dedelbeccha                   |                                            | Dilbeek                |                                                             |
| Elsela                        |                                            | Elsene                 |                                                             |
| Everna                        |                                            | Evere                  |                                                             |
| Feresne                       |                                            | Dilsen                 | TP: Feresne                                                 |
| Forestum                      |                                            | Vorst                  |                                                             |
| Furna                         |                                            | Veurne                 |                                                             |
| Gandavum                      |                                            | Gent                   |                                                             |
| Ganshorna                     |                                            | Ganshoren              |                                                             |
| Iatrebecca                    |                                            | Etterbeek              |                                                             |
| Ietta                         |                                            | Jette                  |                                                             |
| Hembecca superior et inferior | Heembeke superior et inferior              | Neder-Over-Heembeek    |                                                             |
| Laca                          | Lacum                                      | Laken                  |                                                             |
| Lovanium                      |                                            | Leuven                 |                                                             |
| Molenbecca                    | Molenbecca Sancti Ioannis                  | Sint-Jans-Molenbeek    |                                                             |
| Leodium                       |                                            | Luik                   |                                                             |
| Mechlinia                     | Maclinia, Mechlinae                        | Mechelen               |                                                             |
| Orolaunum                     |                                            | Aarlen                 | IA: Orolaunum                                               |
| Rumesta                       |                                            | Rumst                  |                                                             |
| Sanctus Aegidius              | Sancti Ægydii Obbruxelæ, Sancti Ægydii     | Sint-Gillis            |                                                             |
| Sanctus Iudocus ten Hoye      | Sanctus Iudocus                            | Sint-Joost-ten-Node    |                                                             |
| Scarbeca                      |                                            | Schaarbeek             |                                                             |
| Setiliacum                    |                                            | Zellik                 |                                                             |
| Suniacum                      | Soigniacum, Sonegium, Sonegiae, Sonegiacum | Zinnik                 |                                                             |
| Thuinas                       | Thenae                                     | Tienen                 |                                                             |
| Turnacum                      | Tornacum                                   | Doornik                | TP: Turnaco                                                 |
| Uccla                         |                                            | Ukkel                  |                                                             |
| Viroviacum                    |                                            | Wervik                 | TP: Virovino                                                |
| Vodgoriacum                   |                                            | Waudrez                | TP: Vogodorgiaco                                            |
| Watermala-Bostfort            |                                            | Watermaal-Bosvoorde    |                                                             |
| Watermala                     |                                            | Watermaal              |                                                             |
| Wolua Sancti Lamberti         |                                            | Sint-Lambrechts-Woluwe |                                                             |
| Wolua Sancti Petri            |                                            | Sint-Pieters-Woluwe    |                                                             |

## Duitsland
| Latijnse naam                        | Varianten   | Huidige naam    | Naam Tabula Peutingeriana (TP) of Itinerarium Antonini (IA) |
| ------------------------------------ | ----------- | --------------- | ----------------------------------------------------------- |
| Antunnacum                           |             | Andernach       | TP: Antunnaco                                               |
| Arenacum                             |             | Rindern         | TP: Arenacio                                                |
| Augusta Treverorum                   |             | Trier           | TP: Aug. Tresvirorum                                        |
| Augusta Vindelicorum                 |             | Augsburg        | TP: Augusta Vindelicum                                      |
| Ausava                               |             | Oos?            | TP: Ausava                                                  |
| Beda                                 |             | Bitburg         | TP: Beda                                                    |
| Bingium                              |             | Bingen am Rhein | TP: Bingium                                                 |
| Bonna, Colonia Bonnensis             |             | Bonn            | TP: Bonnae                                                  |
| Burginatium                          |             | Kalkar          | TP: Burginatio                                              |
| Colonia Claudia Ara Agrippinensium   |             | Keulen          | TP: Agripina                                                |
| Colonia Ulpia Traiana, Castra Vetera |             | Xanten          | TP: Colo Traiana                                            |
| Confluentes                          |             | Koblenz         | TP: Confluentes                                             |
| Herbipolis                           |             | Würzburg        |                                                             |
| Icorigium                            |             | Jünkerath       | TP: Icorigium                                               |
| Iuliacum                             |             | Gulik           | TP: Iuliaco                                                 |
| Marcomagus                           |             | Marmagen        | TP: Marcomagus                                              |
| Mogontiacum                          | Moguntiacum | Mainz           | TP: Mogontiaco                                              |
| Noviomagus Treverorum                |             | Neumagen-Dhron  | TP: Noviomagus                                              |
| Novesium                             |             | Neuss           | TP: Novesio                                                 |
| Parthenopolis                        |             | Maagdenburg     |                                                             |
| Rigomagus                            |             | Remagen         | TP: Rigomagus                                               |
| Taberna Nemetionum                   |             | Rheinzabern     | TP: Tabernae                                                |
| Theudurum                            | Teudurum    | Tüddern         | IA: Theudurum                                               |

## Frankrijk
| Latijnse naam             | Varianten | Huidige naam                           | Naam Tabula Peutingeriana (TP) of Itinerarium Antonini (IA) |
| ------------------------- | --------- | -------------------------------------- | ----------------------------------------------------------- |
| Aballo                    |           | Avallon                                | TP: Aballo                                                  |
| Agathe                    |           | Agde                                   |                                                             |
| Agedincum                 |           | Sens                                   | TP: Agetincum                                               |
| Aginnum                   |           | Agen                                   | TP: Aginnum                                                 |
| Andematunnum              |           | Langres                                | TP: Andemantunno                                            |
| Anderitum (Gallia)        |           | Javols                                 | TP: Anderitum                                               |
| Antipolis                 |           | Antibes                                | TP: Antipoli                                                |
| Aquae Bormonis            |           | Bourbon-l'Archambault of Bourbon-Lancy | TP: Aquis Bormonis                                          |
| Aquae Calidae             |           | Vichy                                  | TP: Aquis Calidis                                           |
| Aquae Neri                |           | Néris-les-Bains                        | TP: Aquis Neri                                              |
| Aquae Nisincii            |           | Saint-Honoré-les-Bains                 | TP: Aquis Nisincii                                          |
| Aquae Sextiae Salluviorum |           | Aix-en-Provence                        | TP: Aquis Sestis                                            |
| Arausio                   |           | Orange                                 | TP: Arusione                                                |
| Arelate                   |           | Arles                                  | TP: Arelato                                                 |
| Argentomagus              |           | Argenton-sur-Creuse                    | TP: Argentomago                                             |
| Argentoratum              |           | Straatsburg                            | TP: Argentorate                                             |
| Argentovaria              |           | Biesheim                               | TP: Argentovaria                                            |
| Augusta Suessionum        |           | Soissons                               | TP: Aug. Suesson.                                           |
| Augusta Viromanduorum     |           | Saint-Quentin                          |                                                             |
| Augustobona               |           | Troyes                                 | TP: Aug. Bona                                               |
| Augustodunum Aeduorum     |           | Autun                                  | TP: Aug. dunum                                              |
| Augustodurum              |           | Bayeux                                 | TP: Augustoduro                                             |
| Augustomagus Silvanectum  |           | Senlis                                 |                                                             |
| Augustonemetum            |           | Clermont-Ferrand                       | TP: Aug. Nemeto.                                            |
| Augustoritum Lemovicum    |           | Limoges                                | TP: Ausrito                                                 |
| Aunedonnacum              |           | Aulnay (Charente-Maritime)             | TP: Anedonnaco                                              |
| Autessiodurum             |           | Auxerre                                | TP: Autessioduro                                            |
| Autricum                  |           | Chartres                               | TP: Autricium                                               |
| Avaricum Biturigum        |           | Bourges                                |                                                             |
| Avennio                   |           | Avignon                                | TP: Avennione                                               |
| Baeterrae                 |           | Béziers                                | TP: Beteris                                                 |
| Bagacum Nerviorum         |           | Bavay                                  | TP: Bacaco Nervio, IA: Bagacum                              |
| Bibracte                  |           | Mont Beuvray                           |                                                             |
| Blavia                    |           | Blaye                                  | TP: Blavia                                                  |
| Brevodurum                |           | Brionne                                | TP: Brevoduro                                               |
| Brigantio                 |           | Briançon                               | TP: Briganti                                                |
| Brigiosum                 |           | Brioux-sur-Boutonne                    | TP: Brigiosum                                               |
| Briva Isarae              |           | Pontoise                               | TP: Brivisara                                               |
| Brivodurum                |           | Briare                                 | TP: Brivoduro                                               |
| Brocomagus                |           | Brumath                                | TP: Brocomagus                                              |
| Burdigala                 |           | Bordeaux                               | TP: Burdegalo                                               |
| Caesarodunum Turonum      |           | Tours                                  | TP: Casaroduno                                              |
| Caesaromagus              |           | Beauvais                               | TP: Casaromago                                              |
| Camaracum                 |           | Cambrai                                | TP: Camaraco                                                |
| Cambete                   |           | Kembs                                  | TP: Cambete                                                 |
| Cantilia                  |           | Chantelle                              | TP: Cantilia                                                |
| Carcasso                  |           | Carcassonne                            | TP: Carcassione                                             |
| Cassinomagus              |           | Chassenon                              | TP: Cassinomago                                             |
| Castellum Menapiorum      |           | Kassel                                 | TP: Castello Menapiorum                                     |
| Caturigomagus             |           | Chorges                                | TP: Catorigomagus                                           |
| Cavillonum                |           | Chalon-sur-Saône                       | TP: Cabillione                                              |
| Cenabum                   |           | Orléans                                | TP: Cenabo                                                  |
| Cessero                   |           | Saint-Thibéry                          | TP: Cesserone                                               |
| Condate                   |           | Condé-sur-Iton                         | TP: Condate                                                 |
| Condate Redonum           |           | Rennes                                 | TP: Condate                                                 |
| Corterate                 |           | Coutras                                | TP: Corterate                                               |
| Darioritum                |           | Vannes                                 | TP: Darioritum                                              |
| Decem pagi                |           | Tarquimpol                             | TP: Ad decem pagos                                          |
| Decetia                   | Deccidae  | Decize                                 | TP: Decetia                                                 |
| Divodurum Mediomatricorum |           | Metz                                   | TP: Divoduri Mediomatricorum                                |
| Divona                    |           | Cahors                                 | TP: Bibona                                                  |
| Durocassium               |           | Dreux                                  | TP: Durocassio                                              |
| Durocoregum               |           | Domqueur                               | TP: Duroico Regum                                           |
| Durocortorum Remorum      |           | Reims                                  | TP: Durocortoro, IA: Durocortorum                           |
| Eburobriga                |           | Avrolles                               | TP: Eburobriga                                              |
| Eburodunum                |           | Embrun                                 | TP: Emburuno                                                |
| Eudracinum                |           | Saint-Rhémy-en-Bosses                  | TP: Eudracinum                                              |
| Forum Domitii             |           | Montbazin                              | TP: Foro Domitii                                            |
| Forum Iulii               |           | Fréjus                                 | TP: Foro Iulii                                              |
| Forum Segusiavorum        |           | Feurs                                  | TP: Foro Segustavarum                                       |
| Gabrae                    |           | Gièvres                                | TP: Gabris                                                  |
| Gesoriacum                | Bononia   | Boulogne-sur-Mer                       | TP: Gesoriaco                                               |
| Glanum                    |           | Saint-Rémy-de-Provence                 | TP: Clano                                                   |
| Iuliobona Caletorum       |           | Lillebonne                             | TP: Iuliobona                                               |
| Iuliomagus                |           | Angers                                 | TP: Iuliomago                                               |
| Large                     |           | Largitzen                              | TP: Large                                                   |
| Limonum Pictonum          |           | Poitiers                               | TP: Lemuno                                                  |
| Lugdunum                  |           | Lyon                                   | TP: Lugduno caput Galliarum                                 |
| Lugdunum Convenarum       |           | Saint-Bertrand-de-Comminges            |                                                             |
| Lutetia Parisiorum        |           | Parijs                                 | TP: Luteci                                                  |
| Luteva                    |           | Lodève                                 | TP: Lodeva                                                  |
| Massava                   |           | Mesves-sur-Loire                       | TP: Massava                                                 |
| Massilia                  |           | Marseille                              | TP: Masilia Grecorum                                        |
| Matisco                   |           | Mâcon                                  | TP: Matiscone                                               |
| Mediolanum Aulercorum     |           | Évreux                                 | TP: Mediolano Aulercorum                                    |
| Mediolanum Santonum       |           | Saintes                                | TP: Mediolano Sancorum                                      |
| Mediolanum                |           | Châteaumeillant                        | TP: Mediolano                                               |
| Meteglum                  |           | Melun                                  | TP: Meteglo                                                 |
| Narbo                     |           | Narbonne                               | TP:Narbone                                                  |
| Nasium                    |           | Naix-aux-Forges                        | TP: Nasie                                                   |
| Nemausus                  |           | Nîmes                                  | TP: Nemuso                                                  |
| Nemetacum                 |           | Arras                                  | TP: Nemetacum                                               |
| Nevirnum                  | Ebirnum   | Nevers                                 | TP: Ebirno                                                  |
| Nicaea                    |           | Nice                                   |                                                             |
| Ninitiacum                |           | Nizy-le-Comte                          | TP: Ninittaci                                               |
| Noviomagus Veromandorum   |           | Noyon                                  | TP: Noviomagi IA: Noviomago                                 |
| Pons Scaldis              |           | Escautpont                             | TP: Ponte Scaldis                                           |
| Portus Namnetum           |           | Nantes                                 | TP: Portunamnetu                                            |
| Rama                      |           | Rame                                   | TP: Rama                                                    |
| Raurana                   |           | Rom                                    | TP: Rarauna                                                 |
| Rodumna                   |           | Roanne                                 | TP: Roidomna                                                |
| Rotomagus                 |           | Rouen                                  | TP: Ratumagus                                               |
| Ruessio                   |           | Saint-Paulien                          | TP: Revessione                                              |
| Samarobriva Ambianorum    |           | Amiens                                 | TP: Sammarobrivas                                           |
| Segobodium                |           | Seveux                                 | TP: Segobodium                                              |
| Segodunum                 |           | Rodez                                  | TP: Segoduni                                                |
| Segusterone               |           | Sisteron                               | TP: Segusterone                                             |
| Sidolocus                 |           | Saulieu                                | TP: Sidoloco                                                |
| Subdinnum                 |           | Le Mans                                | TP: Subdinnum                                               |
| Tammun of Tannum          |           | Talmont-sur-Gironde                    | TP: Lamnum                                                  |
| Tarasco                   |           | Tarascon                               |                                                             |
| Tervanna                  |           | Terwaan                                | TP: Tervanna                                                |
| Tincontium                |           | Sancoins                               | TP: Tincollo                                                |
| Tinurtium                 |           | Tournus                                | TP: Tenurcio                                                |
| Tolosa                    |           | Toulouse                               | TP: Tolosa                                                  |
| Tullum Leucorum           |           | Toul                                   | TP: Tullium                                                 |
| Valentia                  |           | Valence                                | TP: Valentia                                                |
| Vapincum                  |           | Gap                                    | TP: Vapincum                                                |
| Varadetum                 |           | Varaire                                | TP: Varadeto                                                |
| Varatedum                 |           | Vayres (Gironde)                       | TP: Varatedo                                                |
| Vasio Vocontiorum         |           | Vaison-la-Romaine                      |                                                             |
| Vesontio Sequanorum       |           | Besançon                               | TP: Vesontine                                               |
| Vesunna Petrocoriorum     |           | Périgueux                              | TP: Vesonna                                                 |
| Vienna                    |           | Vienne                                 | TP: Vigenna                                                 |
| Vironum                   |           | Vervins                                | TP: Vironum                                                 |
| Vorogium                  |           | Vouroux                                | TP: Vorogio                                                 |

## Italië
| Latijnse naam      | Varianten | Huidige naam              | Naam Tabula Peutingeriana (TP) of Itinerarium Antonini (IA) |
| ------------------ | --------- | ------------------------- | ----------------------------------------------------------- |
| Arretium           |           | Arezzo                    | TP: Adretio                                                 |
| Altinum            |           | Quarto d'Altino           | TP: Altino                                                  |
| Aquileia           |           | Aquileia                  | TP: Aquileia                                                |
| Arebrigium         |           | Arvier                    | TP: Arebrigium                                              |
| Ariminum           |           | Rimini                    | TP: Arimino                                                 |
| Ariolica           |           | La Thuile (Valle d'Aosta) | TP: Ariolica                                                |
| Augusta Taurinorum |           | Turijn                    | TP: Augusta Taurinorum                                      |
| Augusta Praetoria  |           | Aosta                     | TP: Augusta Pretoria                                        |
| Alba Pompeia       |           | Alba                      | TP: Alba Pompeia                                            |
| Bergomum           |           | Bergamo                   | TP: Bergomum                                                |
| Bononia            |           | Bologna                   | TP: Bononia                                                 |
| Brixia             |           | Brescia                   | TP: Brixia                                                  |
| Cesena             |           | Cesena                    | TP: Curva Cesena                                            |
| Clavenna           |           | Chiavenna                 | TP: Clavenna                                                |
| Clusium            |           | Chiusi                    | TP: Clusio                                                  |
| Como               |           | Como                      | TP: Como                                                    |
| Cremona            |           | Cremona                   | TP: Cremona                                                 |
| Creto              |           | Cretone                   | TP: Creto                                                   |
| Cuttiae            |           | Cozzo                     | TP: Cutias                                                  |
| Dertona            |           | Tortona                   | TP: Dertona                                                 |
| Eporedia           |           | Ivrea                     | TP: Eporedia                                                |
| Fanum Fortunae     |           | Fano                      | TP: Fano Furtunae                                           |
| Faventia           |           | Faenza                    | TP: Faventia                                                |
| Fidenae            |           | Borgata-Fidene            | TP: Fidenis                                                 |
| Fidentia           |           | Fidenza                   | TP: Fidentia                                                |
| Florentia          |           | Fiorenzuola d'Arda        | TP: Florentia                                               |
| Florentia Tuscorum |           | Florence                  | TP: Florentia Tuscorum                                      |
| Forum Cornelii     |           | Imola                     | TP: Foro Corneli                                            |
| Forum Flaminii     |           | San Giovanni Profiamma    | TP: Foro Flamini                                            |
| Forum Livii        |           | Forlì                     | TP: Foro Livi                                               |
| Forum Populi       |           | Forlimpopoli              | TP: Foro Populi                                             |
| Forum Semproni     |           | Fossombrone               | TP: Foro Semproni                                           |
| Genua              |           | Genua                     | TP: Genua                                                   |
| Hostila            |           | Ostiglia                  | TP: Hostilia                                                |
| Interamna          |           | Terni                     | TP: Interamnio                                              |
| Iria               |           | Voghera                   | TP: Iria                                                    |
| Laus Pompeia       |           | Lodi                      | TP: Laude Pompeia                                           |
| Laumellum          |           | Lomello                   | TP: Laumellum                                               |
| Luca               |           | Lucca                     | TP: Luca                                                    |
| Mantua             |           | Mantua                    | TP: Mantua                                                  |
| Mediolanum         |           | Milaan                    | TP: Mediolanum                                              |
| Mevania            |           | Bevagna                   | TP: Mevanie                                                 |
| Mutina             |           | Modena                    | TP: Mutina                                                  |
| Narnia             |           | Narni                     | TP: Inter Manana?                                           |
| Neapolis           |           | Napels                    |                                                             |
| Nuceria            |           | Nocera Umbra              | TP: Nucerio Camellaria                                      |
| Ocriculum          |           | Otricoli                  |                                                             |
| Parma              |           | Parma                     | TP: Parna                                                   |
| Patavium           |           | Padua                     | TP: Patavis                                                 |
| Pisae              |           | Pisa                      | TP: Pisis                                                   |
| Pisaurum           |           | Pesaro                    | TP: Pisauro                                                 |
| Placentia          |           | Piacenza                  | TP: Placentia                                               |
| Pons Milvius       |           | Milvische Brug            | TP: ad pontem Iulii                                         |
| Ravenna            |           | Ravenna                   | TP: Ravenna                                                 |
| Regium Lepidi      |           | Reggio Emilia             | TP: Lepidoregium                                            |
| Reate              |           | Rieti                     | TP: Reate                                                   |
| Roma               |           | Rome                      | TP: Roma                                                    |
| Sena Iulia         |           | Siena                     | TP: Sena Iulia                                              |
| Spoletium          |           | Spoleto                   | TP: Spoletio                                                |
| Tanetum            |           | Taneto                    | TP: Tannetum                                                |
| Ticinum            |           | Pavia                     | TP: Ticino                                                  |
| Tridentum          |           | Trente                    | TP: Tredente                                                |
| Utricium           |           | Verrès                    | TP: Utricio                                                 |
| Vercellae          |           | Vercelli                  | TP: Vergellis                                               |
| Verona             |           | Verona                    | TP: Verona                                                  |
| Vicentia           |           | Vicenza                   | TP: Vicentia                                                |

### Sicilië
| Latijnse naam     | Varianten | Huidige naam      | Naam Tabula Peutingeriana (TP) of Itinerarium Antonini (IA) |
| ----------------- | --------- | ----------------- | ----------------------------------------------------------- |
| Agirium           |           | Agira             | TP: Agurio                                                  |
| Agrigentum        |           | Agrigento         | TP: Agrigento                                               |
| Acrae             |           | Palazzolo Acreide | TP: Agris                                                   |
| Aquae Labodes     |           | Sciacca           | TP: Aquas Labodes                                           |
| Catania           |           | Catania           | TP: plaats aangegeven zonder naam erbij                     |
| Centuripa         |           | Centuripe         | TP: Centurippa                                              |
| Cephaledum        |           | Cefalù            | TP: Cephaledo                                               |
| Enna              |           | Enna              | TP: Enna                                                    |
| Halaesa Arconidea |           | Tusa              | TP: Halesa                                                  |
| Lilybaeum         |           | Marsala           | TP: Lilybeo                                                 |
| Messana           |           | Messina           | TP: Messana                                                 |
| Panormus          |           | Palermo           | TP: Panormo                                                 |
| Segesta           |           | Segesta           | TP: Segesta                                                 |
| Siracusae         |           | Syracuse          | TP: Siracusis                                               |
| Soluntum          |           | Solunto           | TP: Solunto                                                 |
| Tauromenium       |           | Taormina          | TP: Tauromenio                                              |
| Tindarys          |           | Tindari           | TP: Tindareo                                                |
| Drepanum          |           | Trapani           | TP: Depanis                                                 |
| Thermae Himerarae |           | Termini Imerese   | Thermis                                                     |

## Kroatië
| Latijnse naam | Varianten | Huidige naam | Naam Tabula Peutingeriana (TP) of Itinerarium Antonini (IA) |
| ------------- | --------- | ------------ | ----------------------------------------------------------- |
| Pola          |           | Pula         | TP: Pola                                                    |
| Senium        |           | Senj         | TP: Senia                                                   |
| Tarsaticum    |           | Rijeka       | TP: Tarsatica                                               |

## Nederland
| Latijnse naam              | Varianten                      | Huidige naam                        | Naam Tabula Peutingeriana (TP) of Itinerarium Antonini (IA)        |
| -------------------------- | ------------------------------ | ----------------------------------- | ------------------------------------------------------------------ |
| Ad Duodecimum              |                                | onbekend                            | TP: Ad Duodecimum (betekent: bij de twaalfde steen)                |
| Albaniana                  |                                | Alphen aan den Rijn                 | TP: Albanianis, IA: Albaniana                                      |
| Blariacum                  |                                | (Hout-) Blerick                     | TP: Blariaco                                                       |
| Carvium                    |                                | Herwen?                             | grafsteen: Carvio ad Molem                                         |
| Carvo                      |                                | Kesteren/Herwen?                    | TP: Carvone, IA: Carvo                                             |
| Caspingium                 |                                | Asperen?                            | TP: Caspingio                                                      |
| Castra Herculis            |                                | Arnhem/Nijmegen?                    | TP, Ammianus Marcellinus: Castra Herculis                          |
| Catualium                  |                                | Heel                                | TP: Catualium                                                      |
| Ceuclum                    |                                | Cuijk                               | TP: Ceuclum                                                        |
| Coriovallum                |                                | Heerlen                             | TP: Cortovallio, IA: Coriovallum                                   |
| Fectio                     |                                | Vechten                             | Kosmograaf van Ravenna: Fictio, votiefsteen                        |
| Fletio                     |                                | Vleuten/Vechten?                    | TP: Fletione                                                       |
| Flenio                     |                                | Vlaardingen?                        | TP: Flenio                                                         |
| Flevum                     |                                | Velsen?                             | Tacitus: Flevum                                                    |
| Forum Hadriani             | Municipium Aelium Cananefatum  | Voorburg                            | TP: Foro Adriani                                                   |
| Grinnes                    |                                | Rossum/ Alem?                       | Tacitus: Grinnes, TP: Grinnibus                                    |
| Laurium                    | Laurum                         | Woerden                             | TP: Lauri                                                          |
| Levefanum                  |                                | Wijk bij Duurstede/Rijswijk/Arnhem? | TP: Levefano, Kosmograaf van Ravenna: Evitano?                     |
| Lugdunum Batavorum         |                                | Katwijk                             | TP: Lugduno, IA: Lugdunum, Ptolemaeus: Lugdunum Batavorum          |
| Mannaricium                |                                | Maurik                              | IA: Mannaricium                                                    |
| Matilo                     |                                | Roomburg (Leiden)                   | TP: Matilone                                                       |
| Mederiacum                 |                                | Melick                              | IA: Mederiacum                                                     |
| Nigrum Pullum              |                                | Zwammerdam                          | TP: Nigropullo                                                     |
| Praetorium Agrippinae      |                                | Valkenburg (ZH)                     | TP: Pretoriu Agrippine                                             |
| Tablis                     |                                | Oud-Alblas?                         | TP: Tablis                                                         |
| Traiectum                  |                                | Utrecht                             | IA: Traiecto                                                       |
| Traiectum ad Mosam         | Trajectum superius             | Maastricht                          |                                                                    |
| Ulpia Noviomagus Batavorum | Oppidum Batavorum/Batavodurum? | Nijmegen                            | Tacitus: Oppidum Batavorum, TP: Noviomagi, Ptolemaeus: Batavodurum |
| Vada                       |                                | Kessel (Noord-Brabant)?             | Tacitus: Vada                                                      |
| Appina                     |                                | Epen                                |                                                                    |

## Oostenrijk
| Latijnse naam | Varianten | Huidige naam | Naam Tabula Peutingeriana (TP) of Itinerarium Antonini (IA) |
| ------------- | --------- | ------------ | ----------------------------------------------------------- |
| Brigantium    |           | Bregenz      | TP: Brigantio                                               |
| Vindobona     |           | Wenen        | TP: Vindobona                                               |

## Polen
| Latijnse naam | Varianten | Huidige naam | Naam Tabula Peutingeriana (TP) of Itinerarium Antonini (IA) |
| ------------- | --------- | ------------ | ----------------------------------------------------------- |
| Varsovia      |           | Warschau     |                                                             |

## Spanje
| Latijnse naam    | Varianten | Huidige naam | Naam Tabula Peutingeriana (TP) of Itinerarium Antonini (IA) |
| ---------------- | --------- | ------------ | ----------------------------------------------------------- |
| Acci             |           | Guadix       |                                                             |
| Astigi           |           | Écija        | IA: Astigi                                                  |
| Asturica Augusta |           | Astorga      | IA: Asturica                                                |
| Barcinon         |           | Barcelona    | IA: Barcenone                                               |
| Caesaraugusta    |           | Zaragoza     | IA: Caesaraugusta                                           |
| Carthago Nova    |           | Cartagena    | IA: Karthagine Spartaria                                    |
| Corduba          |           | Córdoba      | IA: Corduba                                                 |
| Dertosa          |           | Tortosa      | IA: Dertosa                                                 |
| Gades            |           | Cádiz        | IA: Gades                                                   |
| Gerunda          |           | Girona       | IA: Gerunda                                                 |
| Hispalis         |           | Sevilla      | IA: Hispalis                                                |
| Iuncaria         |           | La Jonquera  | IA: Iuncaria                                                |
| Malaca           |           | Málaga       | IA: Malaca                                                  |
| Onuba            |           | Huelva       |                                                             |
| Pompaelo         |           | Pamplona     | IA: Pompelone                                               |
| Saguntum         |           | Sagunto      | IA: Saguntum                                                |
| Tarraco          |           | Tarragona    | IA: Tarracone/Terracone                                     |
| Valentia         |           | Valencia     | IA: Valentia                                                |

## Tsjechië
| Latijnse naam | Varianten | Huidige naam | Naam Tabula Peutingeriana (TP) of Itinerarium Antonini (IA) |
| ------------- | --------- | ------------ | ----------------------------------------------------------- |
| Praga         |           | Praag        |                                                             |

## Verenigd Koninkrijk
| Latijnse naam | Varianten | Huidige naam | Naam Tabula Peutingeriana (TP) of Itinerarium Antonini (IA) |
| ------------- | --------- | ------------ | ----------------------------------------------------------- |
| Anderitum     |           | Pevensey     | ook: Anderidos                                              |
| Aquae Sulis   |           | Bath         | IA: Aquis Solis                                             |
| Camulodunum   |           | Colchester   |                                                             |
| Durovernum    |           | Canterbury   | IA: Duroverno                                               |
| Deva          |           | Chester      | IA: Deva                                                    |
| Eboracum      |           | York         | IA: Eburacum                                                |
| Londinium     |           | Londen       | IA: Londinio                                                |
| Mamucium      |           | Manchester   | IA: Mamucio                                                 |

## Zwitserland
| Latijnse naam           | Varianten | Huidige naam    | Naam Tabula Peutingeriana (TP) of Itinerarium Antonini (IA) |
| ----------------------- | --------- | --------------- | ----------------------------------------------------------- |
| Ad Renum                |           | Rheineck        | TP: Ad Renum                                                |
| Arbor Felix             |           | Arbon           | TP: Arbor Felix                                             |
| Augusta Raurica         |           | Augst           | Augusta Ruracum                                             |
| Aventicum Helvetiorum   |           | Avenches        | TP: Aventicum Heletiorum                                    |
| Colonia Iulia Equestris |           | Nyon (gemeente) | TP: Colonia Equestris                                       |
| Curia                   |           | Chur            | TP: Curia                                                   |
| Magia                   |           | Maienfeld       | TP: Magia                                                   |
| Salodurum               |           | Solothurn       | TP: Salodurum                                               |
| Vindonissa              |           | Windisch        | TP: Vindonissa                                              |
| Turicum                 |           | Zurich          | TP:                                                         |
| Vitodorum               |           | Winterthur      | TP:                                                         |